# Szirman géb
A szirman géb (Ponticola syrman) a csontos halak (Osteichthyes) főosztályának a sugarasúszójú halak (Actinopterygii) osztályába, ezen belül a sügéralakúak (Perciformes) rendjébe, a gébfélék (Gobiidae) családjába és a Benthophilinae alcsaládjába tartozó faj.

## Előfordulása
A szirman géb előfordulási területe a Fekete-tenger északi része, beleértve az Azovi-tengert is, és a Kaszpi-tenger északnyugati része. A sekély parti részeket kedveli, ahonnét a brakk- és édesvízbe úszik.

## Megjelenése
A hal testhossza 18-22 centiméter, legfeljebb 24,5 centiméter. 56-78, többnyire 58-71 pikkelye van egy hosszanti sorban. Fejtetőjén és a fej hátulsó részén nincsenek pikkelyek, a kopoltyúfedők felső harmada viszont pikkelyekkel fedett.

## Életmódja
Mérsékelt övi gébféle, amely egyaránt megél a sós-, édes- és brakkvízben is. A törmelékes, homokos és iszapos fenéket kedveli. Tápláléka főként apró rákokból, kagylókból, soksertéjűekből és árvaszunyoglárvákból (Chironomidae) áll, de kisebb gébféléket is fogyaszt.
Legfeljebb 4 évig él.

## Szaporodása
Egy-kétévesen válik ivaréretté. Március-júniusban ívik. A nőstény legalább kétszer ívik ebben az időszakban. A hím őrzi és gondozza a ragadós ikrákat, amelyeket a nőstény vízinövényekre, kagylóhéjakra és kövekre rakott le.